# Antifascisme
L'antifascisme est l'opposition organisée au fascisme et, plus largement, à l'ensemble de l'extrême droite.
Il prend forme dans les années 1920 et se développe conséquemment à la montée du fascisme en Europe. Il a connu un très fort développement au cours des années 1930, étant à l'origine de la formation des fronts populaires, puis pendant la Seconde Guerre mondiale au sein des résistances contre les dictatures fascistes et nazie ainsi que contre les régimes de collaboration.
En dehors de la lutte contre les régimes se réclamant du fascisme proprement dit, l'antifascisme ou le terme d'antifascisme a très tôt été utilisé par des partis communistes pour combattre leurs adversaires politiques, proches ou lointains sur le plan idéologique, voire tout opposant critique. Cette instrumentalisation de la lutte dite « antifasciste » a été analysée et critiquée par de nombreux intellectuels et historiens.
Au XXIe siècle, l'antifascisme agit contre les courants néofascistes et racistes.

## Définition et débats
Le terme « antifasciste » apparaît en France dès 1922.
Selon Enzo Traverso, l'antifascisme comprend des courants différents mais qui se revendiquent tous des Lumières et du pacifisme. L'antifascisme défend « les principes d'égalité, de démocratie, de liberté et de citoyenneté ».
Selon l'historien Bruno Groppo, « le noyau fondamental de l'antifascisme a été le mouvement ouvrier organisé ».
En France, le courant antifasciste s'incarne notamment dans le Comité de vigilance des intellectuels antifascistes, le Front populaire, puis dans la Résistance, dont les gaullistes, les socialistes et le PCF prennent la tête.
Les historiens Hugo Garcia, Mercedes Yusta, Xavier Tabet et Cristina Climaco, qui ont codirigé en 2016 un ouvrage collectif sur l'antifascisme, insistent sur le caractère pluriel de l'antifascisme, « mouvement transnational » qui, n'étant pas un « mouvement structuré », s'est traduit de différentes manières. Il a ainsi pu rassembler socialistes, différents courants communistes, anarchistes, libéraux, chrétiens, pacifistes, anti-impérialistes et féministes.
Pour le trotskisme, et l'anarchisme des Amis de Durruti, le véritable antifascisme ne peut pas se baser sur la tactique du Front populaire, mais sur l'action directe et révolutionnaire des masses ouvrières, et éventuellement sur le Front unique de leurs organisations. C'est faute de ce « Front unique » entre parti communiste et social-démocratie que Hitler l'emporte en Allemagne, selon Trotski. Par ailleurs, les staliniens ont instrumentalisé l'antifascisme assez systématiquement pour discréditer leurs opposants (les anarchistes devenant « anarcho-fascistes », etc.), et ce depuis les années 1930.
L'antifascisme s'organise dès les années 1920 dans plusieurs pays d'Europe, dans l'opposition à la dictature fasciste italienne, ainsi que dans la lutte contre les mouvements d'extrême droite violents qui la soutiennent ou lui ressemblent.
Pour Pierre-André Taguieff, l'antifascisme, « pur produit de la propagande soviétique […] est devenu, à partir des années 1950, une machine de guerre idéologique qui a prospéré dans les démocraties occidentales. Il s’est ainsi diffusé, après la Seconde Guerre mondiale, dans les représentations politiques d’une grande partie de la gauche française ». Selon lui, le plus grand « tour de passe-passe » de la gauche, « est d’avoir réussi à faire persister le discours antifasciste dans l’espace public malgré l’absence de fascisme réel. L’antifascisme s’est révélé être un formidable levier d’illégitimation des opinions divergentes ». Selon le politologue, l'antifascisme opère « comme un argument d’autorité suprême qui vise plus à la disqualification qu’à l’établissement d’un débat démocratique ». Son corollaire, le terme fascisme a été ainsi galvaudé, devenant une étiquette pratique afin de discréditer et disqualifier un adversaire.
Enzo Traverso note que le terme fascisme tend ainsi soit « à qualifier tout et son contraire » devenant une « sorte de facilité sémantique » ou est utilisé dans le cadre d'un usage stérile, qui se contente le plus souvent « d’une approche comparatiste annonçant le retour des années 1930 ». Il considère néanmoins que le fascisme possède une dimension non seulement transnationale mais aussi transhistorique, qu'il essaie d'appréhender sous le terme de postfascisme. Aussi, pour Gilles Vergnon, peu importe si ceux qui se désignent comme antifascistes aient une idée vraie ou fausse de ce que fut le fascisme, l'antifascisme est avant tout affaire de représentation, que celle-ci soit légitime ou non.
L'antifascisme a été un élément de mouvements d'un large spectre politique, tels que l'anarchisme, le communisme, le pacifisme, le républicanisme, la social-démocratie, le socialisme et le syndicalisme ainsi que des points de vue centristes, conservateurs, libéraux.

## Antifascisme des origines à la défaite de Hitler
L'antifascisme est un mouvement visant à s'opposer au fascisme et, par extension, aux idéologies et pratiques issues des régimes mussolinien et hitlérien. Ce mouvement est né en Italie.
Les principales forces politiques antifascistes sont[réf. souhaitée] :
- les socialistes, anarchistes, communistes, et syndicalistes ;
- une partie des libéraux - principalement italiens (Piero Gobetti, Luigi Einaudi, Carlo Rosselli, Benedetto Croce, Carlo Sforza), britanniques et américains[12] ;
- une partie des mouvements démocrate-chrétiens.

Selon George Orwell, « à long terme - à long terme, il ne faut pas l'oublier -, la classe ouvrière demeure le plus sûr ennemi du fascisme, simplement parce que la classe ouvrière est celle qui a le plus à gagner d'une reconstruction de la société sur des bases honnêtes ».

### Antifascisme en Italie des années 1920 jusqu'à la Seconde Guerre mondiale
Les premiers antifascistes s'opposent au Parti national fasciste de Benito Mussolini avant même sa prise du pouvoir, en 1922. Par la suite, les antifascistes sont durement réprimés par la dictature fasciste. Le socialiste Giacomo Matteotti est assassiné dès 1924 à Rome. Les arrestations massives d'antifascistes imposent progressivement un militantisme en exil, qui consiste notamment à faire connaître les crimes du fascisme. Le mouvement Giustizia e Libertà (Justice et Liberté) est ainsi créé en 1929 à Paris, deux ans après la Concentrazione Antifascista Italiana (Concentration antifasciste italienne). Dans les pays qui accueillent des réfugiés antifascistes italiens, un soutien politique est apporté par des organisations politiques et syndicalistes solidaires de leur action.
La dictature italienne réprime violemment les antifascistes, en particulier par l'OVRA (Organisation de la surveillance et de la répression de l'antifascisme), qui agit même à l'extérieur du pays en organisant par exemple l'assassinat des frères Carlo et Sabatino Rosselli par des militants d'extrême droite français. Par la suite, l'OVRA participe à la répression de la Résistance intérieure française en Corse.
Pendant la Seconde Guerre mondiale, le mouvement antifasciste prend une ampleur militaire de masse, des dizaines de milliers de partisans italiens se battant contre les fascistes. Un Comité de libération nationale est formé en 1943 en regroupant les forces politiques antifascistes : principalement les socialistes, les communistes et les démocrates-chrétiens.

### Antifascisme en Allemagne

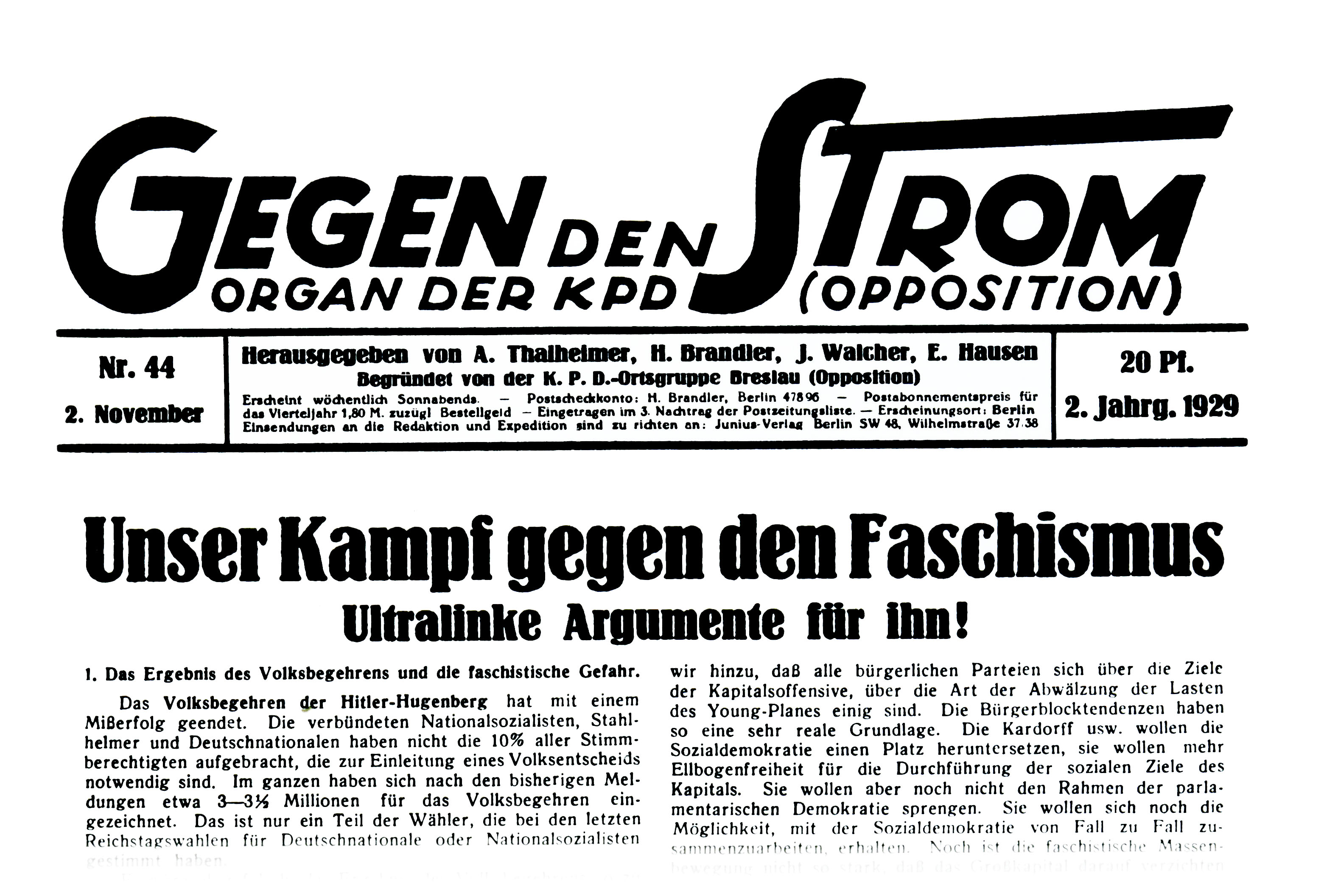
« Notre lutte contre le fascisme », titre de Gegen den Strom, journal du Parti communiste d'Allemagne - opposition, 2 novembre 1929.

Le logo antifasciste des Trois Flèches, utilisé en Allemagne contre les nazis à partir de 1931.

Logo de l'Antifaschistische Aktion, 1932.

Dès le début des années 1920, la violence politique d'extrême droite se développe en Allemagne : l'Organisation Consul assassine plusieurs personnalités politiques de gauche et du centre. En 1923, les nazis tentent de renverser la République par le putsch de la Brasserie.
Les antifascistes allemands se mobilisent contre le Parti nazi, afin d'empêcher son arrivée au pouvoir. Néanmoins, au sixième congrès de l'IC à Moscou en septembre 1928, Staline décide de donner la priorité à la lutte contre la social-démocratie. La majorité des communistes allemands soutiennent les consignes ce qui a pour conséquence de désigner les sociaux-démocrates comme le principal ennemi avant même les nazis. Sous la direction d'Ernst Thälmann, le Parti communiste d'Allemagne (KPD) se désigne comme « le seul parti antifasciste » et présente tous les autres partis, et en particulier le Parti social-démocrate (SPD), comme des « fascistes ». En novembre 1931, on lit ainsi dans la Rote Fahne, l’organe communiste : « le fascisme de Brüning n’est pas meilleur que celui de Hitler… C’est contre la social-démocratie que nous menons le combat principal ».
C'est dans ce contexte politique et idéologique que sont fondés le Front de fer par les sociaux-démocrates et l'Antifaschistische Aktion par les communistes. Le logo des Trois Flèches, créé par les sociaux-démocrates, vise à barrer la croix gammée nazie. Ce logo devient en 1932 un symbole officiel des partis socialistes d'Allemagne et d'Autriche, avant d'être adopté par d'autres organisations socialistes et antifascistes ; le SPD l'utilise en novembre 1932 pour symboliser à la fois la lutte contre les nazis, contre la droite monarchiste et contre les staliniens.
La division des partis de gauche, l'hostilité entre sociaux-démocrates et communistes, encouragée par la ligne suivie par le Parti communiste d'Allemagne, la mobilisation en ordre dispersé, sans front unique, des Allemands antinazis affaiblit le combat des antifascistes, qui ne peuvent empêcher l'accession au pouvoir d'Adolf Hitler en janvier 1933, dans le contexte socio-économique de la Grande Dépression et de la crise de la république de Weimar.
Après son arrivée au pouvoir, les différents courants antifascistes sont réprimés. Une résistance intérieure au nazisme s'organise, à la fois dans la clandestinité en Allemagne, et en exil. En mars 1933, les premiers camps de concentration nazis sont créés, ses premières victimes étant surtout des militants du mouvement ouvrier : syndicalistes, militants du Parti social-démocrate d'Allemagne, Parti communiste d'Allemagne, Parti communiste d'Allemagne - opposition et Parti socialiste ouvrier d'Allemagne.

### Stratégie du front populaire

#### Gestation difficile
Durant les années 1920 et jusqu'au début des années 1930, la position des différents Partis communistes en accord avec les décisions de Moscou rend impossible la constitution de fronts politiques contre le régime fasciste italien ou contre le Parti nazi allemand du fait du rejet de tout compromis avec les partis non communistes, même les socialistes, qualifiés de « social-fascistes » par les staliniens.
En 1923, le Komintern fonde néanmoins une « Ligue mondiale antifasciste » qui ne perdura que jusqu'en mars 1924. À partir de 1924, le Parti communiste de l'Union soviétique domine le Komintern qui opère progressivement la transformation des partis membres en organisations dirigées centralement, disciplinées, privées de moyens d'action et exclut les critiques internes.
En 1929, Staline obtient de diriger seul, sans rival, l'Union soviétique. À cette époque, le Komintern soutient la thèse du social-fascisme, selon laquelle la social-démocratie devait être combattue en tant qu'ennemi principal. Staline décrit la social-démocratie comme « l'aile du fascisme » et encore comme le « frère jumeau » du national-socialisme. Cette thèse est alors justifiée par la crise économique mondiale et les attaques présumées des États capitalistes contre l'Union soviétique. Par conséquent, leur prolétariat doit être gagné pour les partis communistes respectifs. Tous les autres partis, les syndicats libres, l'État bourgeois et le parlementarisme sont identifiés au fascisme. Le front uni est exclu et la stratégie préconisée par Trotski, et d'autres communistes oppositionnels, de constitution de fronts uniques avec toutes les organisations ouvrières est écartée. Un « front uni d'en bas » devait amener les électeurs sociaux-démocrates aux Partis communistes. Ainsi, le Komintern abandonne pratiquement l'anti-fascisme.
Selon les dirigeants de l'internationale communiste, il importe peu que cette tactique puisse avoir pour conséquence l'avènement du véritable fascisme puisqu'au contraire comme l'exprime Dmitri Manouïlski la victoire du fascisme est une étape nécessaire : « Dans de nombreux pays capitalistes hautement développés, le fascisme sera le dernier stade du capitalisme avant la révolution sociale ».
En France, la direction du PCF est ainsi hostile à tout rapprochement avec la SFIO, conformément à la tactique dite « classe contre classe ». Jacques Doriot est exclu du parti en 1934 parce qu'il réclame l'unité d'action avec les socialistes.
La politique étrangère de Staline s'appuie sur l'idéologie mais recherche en réalité des avantages à travers des alliances changeantes et joue des intérêts des États les uns contre les autres. Staline conclut ainsi une alliance pratique avec Mussolini et défend son attaque contre l'Empire éthiopien[réf. souhaitée].

#### Tournant de 1934

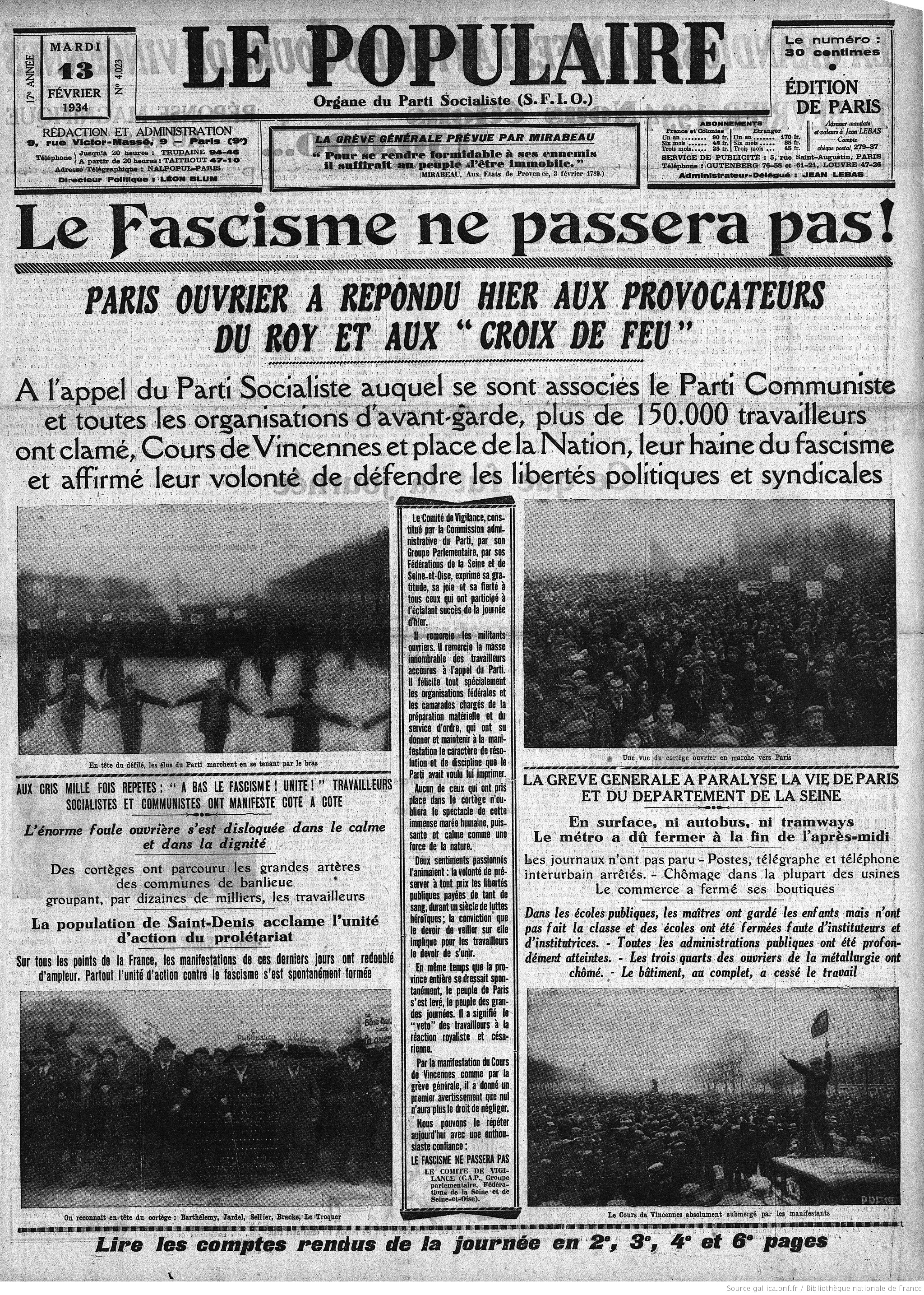
« Le fascisme ne passera pas ! », une du quotidien socialiste Le Populaire, 13 février 1934.

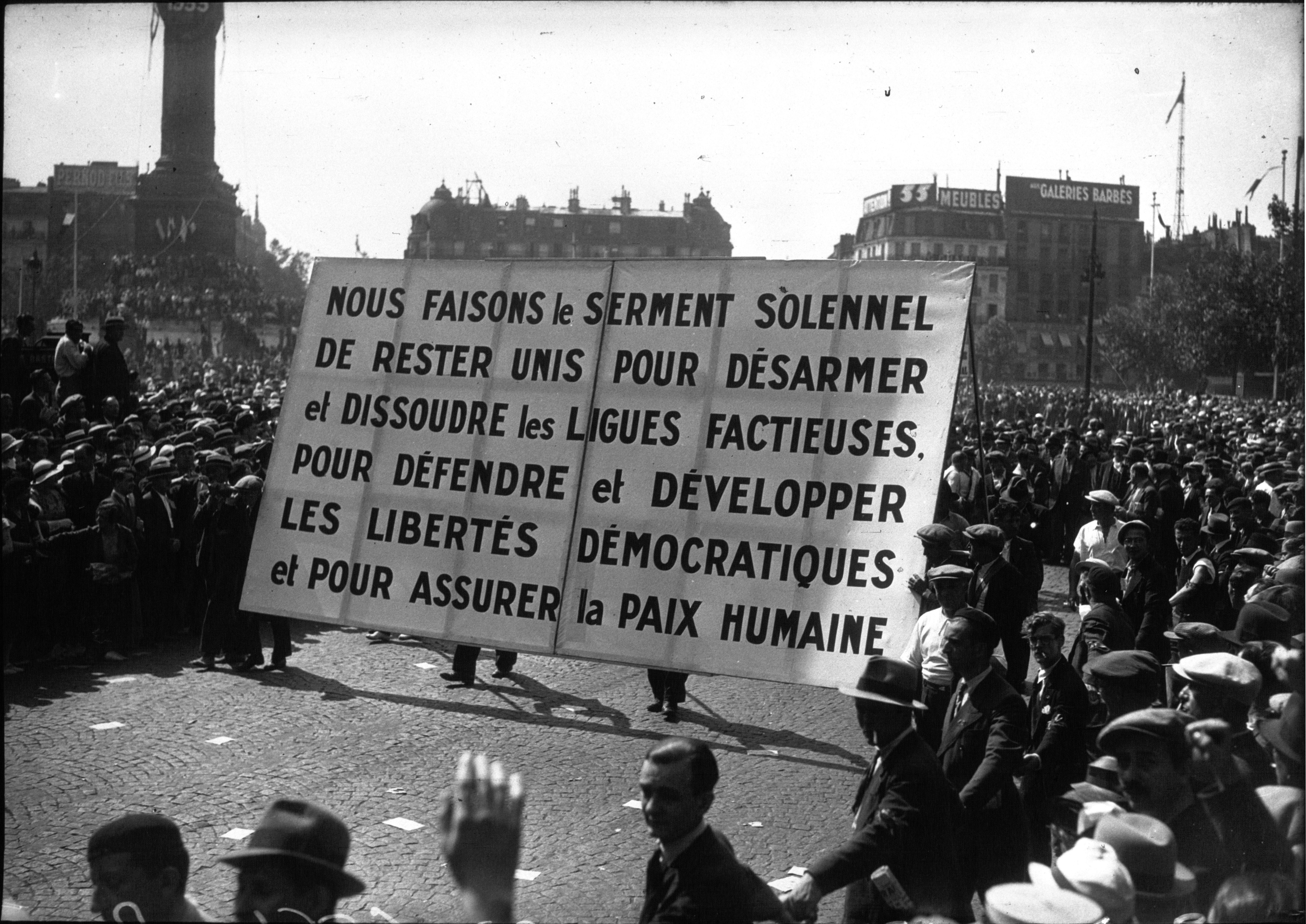
Manifestation du 14 juillet 1935, Paris, place de la Bastille : « Nous faisons le serment solennel de rester unis pour désarmer et dissoudre les ligues factieuses, pour défendre et développer les libertés démocratiques et pour assurer la paix humaine ».

En France, l'essor de l'antifascisme est marqué par la journée de grève et de manifestations unitaires du 12 février 1934. Cette journée s'inscrit dans une prise de conscience antérieure des dangers par les exemples de renversements de la démocratie dans d'autres pays, puisque « l'idée de la grève générale pour faire barrage au fascisme apparaît en mars 1933, en écho à l'accession d'Hitler au pouvoir ». En effet, la dynamique antifasciste dans la France de 1934 s'inscrit dans « un affrontement européen entre fascisme et antifascisme ». Après ce moment unitaire du 12 février 1934, « le territoire se maille de comités antifascistes ».
C'est par la suite à l'été 1934, sous la pression des événements et de la base, que les communistes finissent par s'engager pour la création de Fronts populaires. L'antifascisme connaît un nouvel essor, que la Troisième internationale accompagne, et son dirigeant Georgi Dimitrov théorise en 1934 cette stratégie de Front populaire visant l'alliance, sous certaines conditions, des Partis communistes d'Europe et d'autres partis contre le fascisme.
La tactique du front populaire consiste à former des gouvernements unissant les partis de la bourgeoisie libérale et de la gauche, pour contrer la menace fasciste. Cette tactique a été appliquée en France et en Espagne.
En France, la dynamique antifasciste de 1934 se poursuit avec de nouvelles manifestations, notamment le 14 juillet 1935, jusqu'à la victoire électorale du Front populaire en 1936.
Au cours de la Seconde Guerre mondiale, les antifascistes ont joué un rôle important dans la Résistance contre les nazis dans les divers pays d'Europe. Des antifascistes italiens, allemands et espagnols en exil, notamment, ont participé à la résistance anti-nazie en France. On a ainsi assisté à un affrontement avec d'un côté des Français pro-nazis alliés à la Gestapo et collaborant avec l'occupant allemand (la Milice française par exemple), et de l'autre des Allemands anti-nazis luttant contre l'armée allemande aux côtés de la Résistance française (voir les Germanophones dans la Résistance, en France et la résistance allemande au nazisme).

### Antifascisme en Espagne
En Espagne, l'année 1935 est marquée par un rapprochement des forces antifascistes. Le 20 octobre 1935 est formé un Front populaire, qui regroupe les socialistes et les communistes, les groupes républicains de gauche (Gauche républicaine et Union républicaine), l’Esquerra catalane, et l'ORGA, parti autonomiste galicien ; c'est une coalition quelque peu hétéroclite, mais dont les dirigeants acceptent également de jouer le jeu « démocratique ». Le programme ainsi annoncé le 15 janvier 1936 reste vague dans ses principes.
Les élections générales espagnoles de 1936 marquent la victoire du Front populaire. Elles sont suivies peu après par un coup d'État militaire, le soulèvement des 17 et 18 juillet, et la guerre civile.
Cette guerre civile espagnole suscite une solidarité antifasciste sur le plan international, pour la lutte contre le franquisme. Des militants de nombreux pays viennent en Espagne pour participer à ce combat contre le fascisme, tel l'écrivain George Orwell qui se bat aux côtés du POUM, ou encore les Brigades internationales.
Après la victoire militaire du dictateur Francisco Franco en 1939, les antifascistes espagnols soit parviennent à s'exiler, soit sont envoyés dans les camps de concentration franquistes.

### Antifascisme dans la France des années 1930
Le Parti communiste français respecte la ligne dictée par le Komintern depuis 1928, ligne qui ne tolère aucune coopération avec les sociaux-démocrates et non seulement se démarque d'eux, mais les combat. C'est l'époque de la thèse du social-fascisme avec le slogan de la lutte « classe contre classe ». Au printemps 1934, alors que Doriot est favorable à l'idée de Front populaire, Maurice Thorez suivant la ligne du Komintern refuse tout front uni contre le fascisme. Dans l'Humanité du 8 mars 1934, il écrit encore : « Le Parti communiste… ne tolérera jamais une politique d'entente au sommet, une politique de recul et d'abdication devant le social-fascisme ». Cette position est brusquement abandonnée le 16 mai 1934, quant à une réunion de Présidium de l'Internationale communiste, Dmitri Manouïlski fixe pour objectif une politique de Front unique contre le fascisme, qui revient à pratiquer la politique de Doriot condamnée un mois et demi plus tôt.
La volte-face de Moscou est rapidement mise en œuvre et le 26 juin 1934 à Ivry, Thorez opère un virage à 180° en appelant à l'unité d'action avec les socialistes. Il ouvre ainsi la voie à la formation d'un « Front populaire » (l'expression est attribuée à Eugen Fried, représentant de l'Internationale communiste en France), avec comme première étape la signature entre les deux partis marxistes d'un pacte d'unité d'action le 27 juillet 1934, où ils s'engagent à joindre leurs forces dans la lutte contre le fascisme et le gouvernement d'Union nationale de Gaston Doumergue. Un Comité de vigilance des intellectuels antifascistes (CVIA) se forme en 1934.
Le Front populaire remplira son rôle, comme le démontrera Léon Blum lui-même lors du procès de Riom sous Vichy.
Pour Damon Mayaffre, spécialiste de l'analyse du discours politique, « la ligne politique "antifasciste" comme programme politique […] remonte […] à mai 1934 », à la suite du XXXIe congrès de la SFIO qui voit Léon Blum privilégier « la lutte contre le fascisme » à l'idée de « plan » pour rallier les masses en vue des campagnes électorales à venir.
Dans la France des années 1930, alors que, selon Mayaffre, l'évocation du fascisme est taboue à droite (de même que celle des idéologies en général)[Information douteuse], la gauche en fait l'un des thèmes mobilisateurs majeurs de son discours. Cependant, l'usage du terme dans les discours respectifs de Maurice Thorez et de Léon Blum est sensiblement différent, et ce sur plusieurs plans :
- quantitativement : Thorez l'utilise plus de trois fois plus que Blum ;
- chronologiquement : alors que Thorez dénonce le fascisme dès 1933 (année qui voit la naissance du Troisième Reich en Allemagne) et de manière relativement continue jusqu'à l'éclatement de la Seconde Guerre mondiale, Blum le dénonce essentiellement autour de l'année 1934 ;
- qualitativement : alors que Thorez évoque le fascisme tant dans le cadre de la politique intérieure que dans celui de la politique extérieure, et qu'il en fait la figure du mal absolu en politique (sans l'associer pour autant au racisme ou à l'antisémitisme du fait d'une préférence pour l'analyse en matière de lutte des classes), Blum utilise le terme principalement dans le cadre de la politique intérieure, pour rendre compte de la crise du 6 février 1934 et, d'après Damon Mayaffre, comme « un simple synonyme ou une prolongation du terme habituel "réaction" très présent jusqu'à 1934 »[30].

L'historienne Nicole Racine souligne que les intellectuels antifascistes des années 1930 ont, dans leur grande majorité, joint leur cause à la défense du régime soviétique ou fait preuve de complaisance à son égard, occultant les réalités « de l'établissement de la dictature d'un parti aux ordres de Staline et des pratiques de la terreur de masse », ce qui explique « l'échec historique de l'antifascisme comme « cause » ». Sur le plan politique également, avec le pacte d'unité d'action entre les Partis communiste et socialiste du 27 juillet 1934, « la mise entre parenthèses de ce qu'on appelait au Parti socialiste, la « question russe », est […] une donnée de base de l'antifascisme “de gouvernement” » ; celle-ci est « d'autant plus justifiée pour Blum qu'il est devenu sur le plan international un ferme partisan de l'alliance contre le fascisme des démocraties occidentales et de l'URSS », avant de revenir sur sa position en 1938. Cette ligne perdure jusqu'au pacte germano-soviétique d'août 1939 : « La cause de l'URSS sera, momentanément, dissociée de celle de l'antifascisme ».
Le mouvement antifasciste traverse des crises après la victoire du Front populaire ; des militants et des intellectuels quittent le CVIA et certains, tels Félicien Challaye ou Léon Émery, se montrent plus pacifistes qu'antifascistes. Des fondateurs du Comité de vigilance des intellectuels antifascistes sont très actifs dans la Résistance intérieure française, comme le syndicaliste Georges Lapierre (mort en déportation), Paul Rivet, la socialiste Colette Audry, etc.
L'historien Gilles Vergnon écrit que face au régime de Vichy, « l’antifascisme des années 1930 fournit au minimum des références, un argumentaire et, bien entendu, des réseaux d’interconnaissance ».

## Antifascisme de l'Allemagne et de l'Italie après la guerre

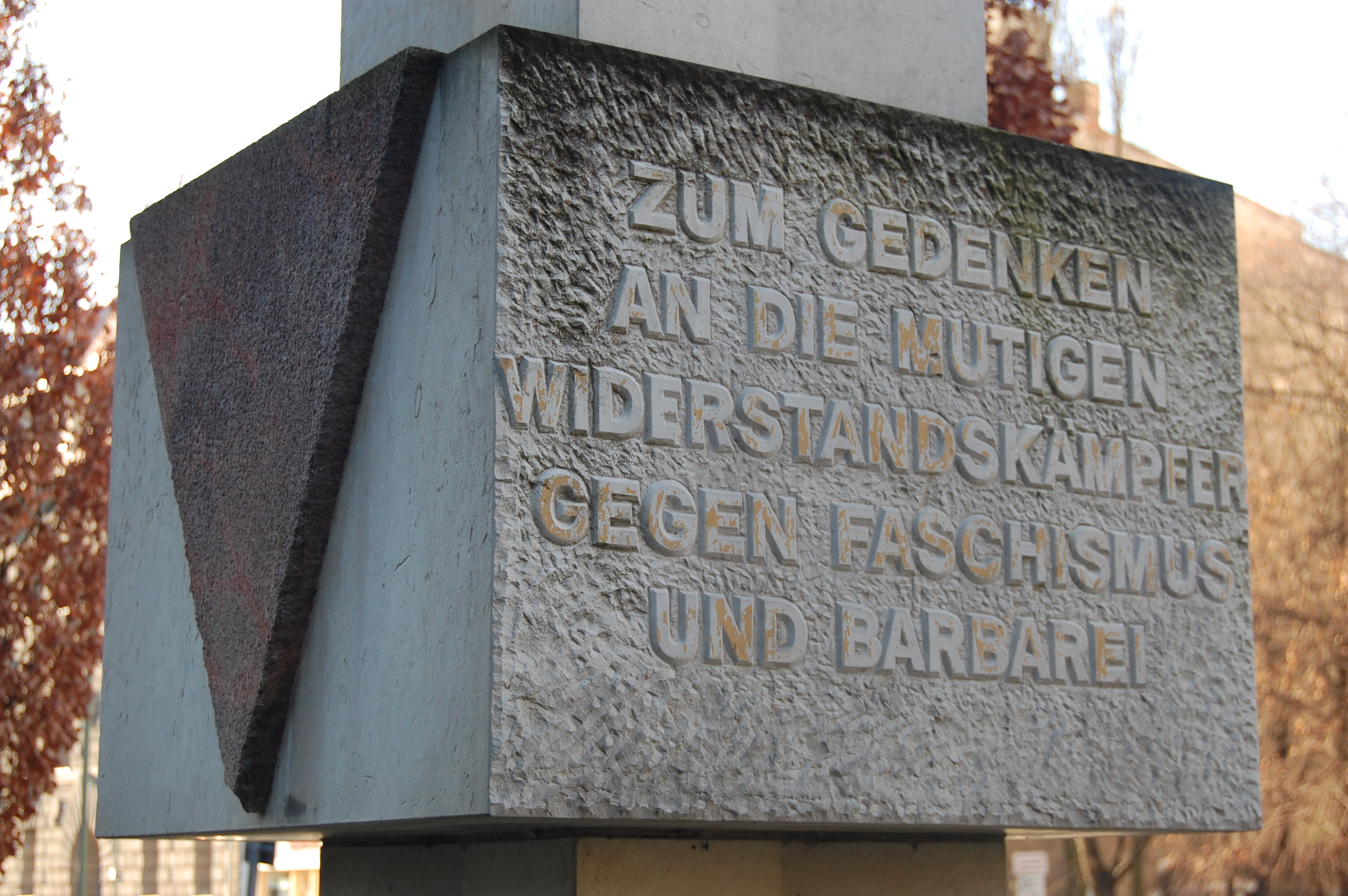
Monument à Berlin en hommage aux résistants contre le fascisme et la barbarie.

Les pays où étaient nés le fascisme et le nazisme ont adopté après la guerre une position antifasciste, rejetant leurs doctrines défaites quitte à exagérer rétrospectivement l'importance de l'antifascisme dans leurs traditions politiques.

### Italie d'après-guerre
L'antifascisme en Italie après 1945 est dirigé contre les mouvements néofascistes. En 1994, le MSI intègre le gouvernement de droite de Silvio Berlusconi, ce qui entraîne des protestations et des polémiques. Berlusconi intègre notamment dans sa coalition la petite-fille de Benito Mussolini.
L'antifascisme a pu jouer un rôle majeur pour assurer l'unité nationale dans le régime italien à ses débuts. Cette question a été étudiée par l'historien italien Ernesto Galli della Loggia, soutien de Berlusconi[réf. nécessaire], dans l'article « Formes et fonctions de l’antifascisme dans la vie politique italienne : légitimité ou légitimation ? » paru dans XXe siècle. Selon Galli della Loggia, les premiers dirigeants de la jeune république italienne doivent résoudre un double problème de légitimité : le nouveau régime n'a pas d'histoire et ne s'est pas fait seul mais avec l'aide des Américains qui ont contribué à renverser le régime fasciste. Dès lors, l'antifascisme servira selon l'auteur aux forces politiques du pays pour « s’inventer une tradition », celle d'un pays qui a majoritairement lutté contre le fascisme : « Ce n’est qu’au travers de la lutte contre le fascisme, dont la Résistance a représenté le point culminant, que les nouvelles forces démocratiques et républicaines pouvaient, en effet, légitimer leur rôle ainsi que la rupture politique et institutionnelle qu’elles se préparaient à instaurer » Pour Galli della Loggia, il y a une « nationalisation » de l'antifascisme. Mais en plaçant l'antifascisme comme fondement, les nouveaux dirigeants auraient évacué complètement le concept de nation, qui aurait disparu du paysage politique selon l'auteur.
L'historien controversé Renzo De Felice avait développé une position proche de celle de Galli della Loggia plus tôt ; il critique ce qu'il appelle le « mythe de la résistance », « vulgata resistenziale ». L'Italie a selon lui soutenu majoritairement le fascisme et il ne faut pas exagérer l'importance de l'antifascisme. L'historien Claudio Pavone reprit des idées proches, dans son ouvrage de 1991, Una guerra civile. Saggio storico sulla moralità nella resistenza. L'auteur, qui a pris part directement à la résistance italienne, relativise l'importance de cette dernière et l'honorabilité des motifs de ceux qui y ont pris part. Ses thèses ont été mieux accueillies dans le cadre d'un débat historiographique renouvelé dans les années 1990.
La position de Galli della Loggia a été attaquée par l'historien Éric Vial dans la même revue. De même, celle de Renzo de Felice a été critiquée avec virulence. Ils ont en particulier été accusés de fournir une réhabilitation posthume du fascisme.

### République démocratique allemande
Un autre cas, celui de l'Allemagne de l'Est, a été étudié par Alan L. Nothnagle, professeur d'histoire à l'Université européenne Viadrina dans Building the East German Myth: Historical Mythology and Youth Propaganda in the German Democratic Republic, 1945-1989. Il estime que le Parti socialiste unifié d'Allemagne (SED), principal parti d'Allemagne de l'Est, a construit sa stabilité et, partant, celle du régime, sur quatre « mythes » pour assurer sa légitimité. Nothnagle fait de l'antifascisme du SED le second de ces mythes. Pour l'auteur, la mythologie du régime faisait, de façon exagérée, du Parti communiste d'Allemagne le fer de lance de la résistance antifasciste populaire pour attribuer au parti, et donc au régime qu'il dirigeait, la légitimité d'avoir résisté au nazisme. En réalité, le Parti communiste d'Allemagne avait participé à la résistance intérieure au nazisme, mais n'en était qu'une des nombreuses composantes.

## Antifascisme contemporain

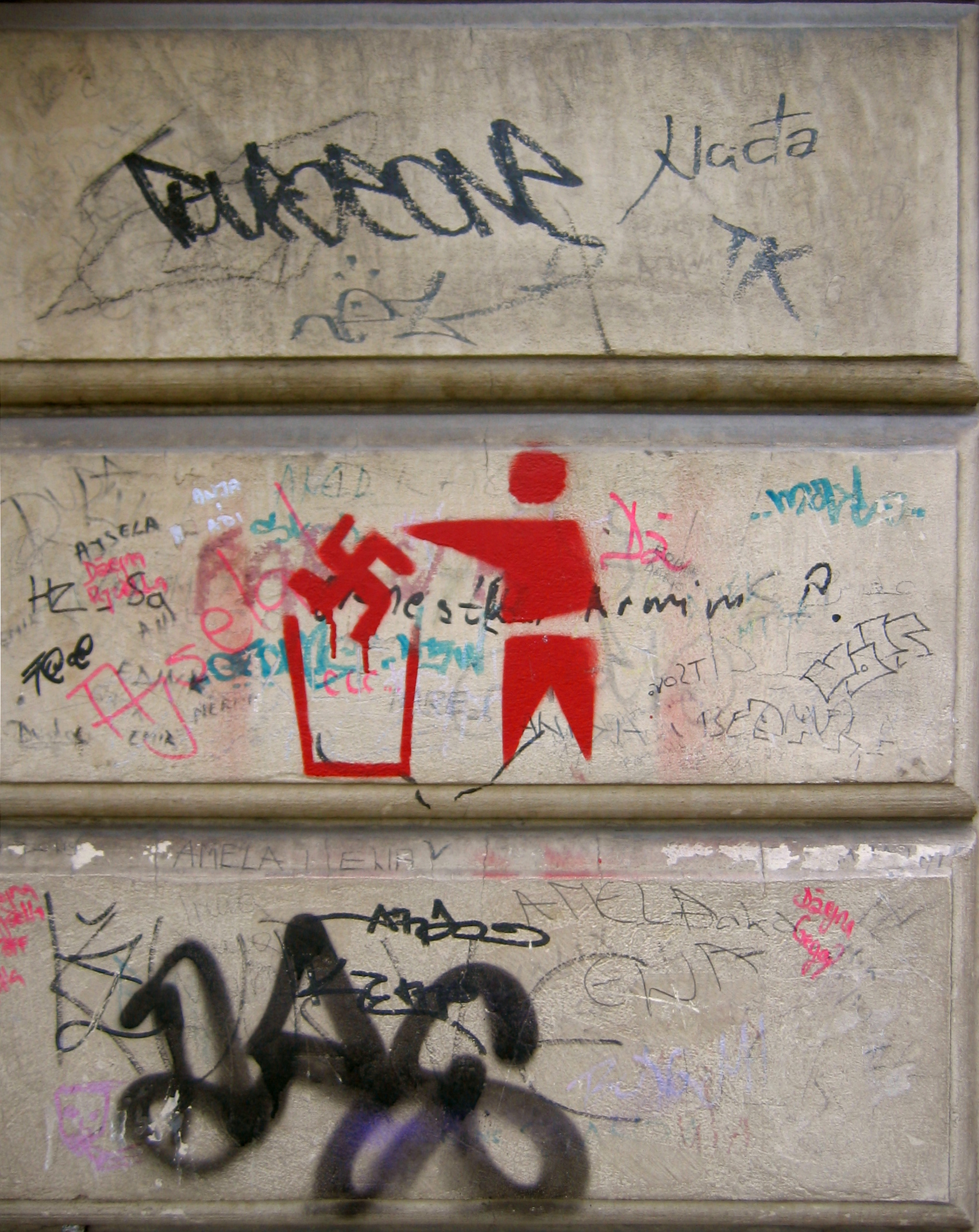
Graffiti antifasciste sur un mur de Sarajevo.

Au début du XXIe siècle, un antifascisme plus jeune et moins lié à des partis se développe. Ces antifascistes reprennent souvent le logo des Trois Flèches, inventé au début des années 1930 par des antinazis allemands. Ils mettent en avant la nécessité d'empêcher les agressions racistes et homophobes de la part de groupes néofascistes.
L'historien belge Julien Dohet écrit que « aujourd’hui comme hier, la lutte antifasciste doit donc être intimement liée à la lutte antiraciste ». Il considère que « l’antifascisme ne peut être vivant et représenter une alternative que s’il est pluriel, riche de la diversité de ses membres, de ses méthodes, de ses débats et des alternatives qu’il porte ».

### Représentations politiques
L'antifascisme contemporain n'est pas à proprement parler un mouvement unifié et structuré. Selon Gilles Vergnon, professeur d’histoire contemporaine à l’Institut d'études politiques de Lyon et auteur de l’Antifascisme en France : « le mouvement antifasciste n’est plus du tout organisé au niveau national comme c’était le cas dans les années 1990 », et par ailleurs, « c’est une mouvance qui postule un antifascisme radical, c’est-à-dire qu’il n’est pas question d’avoir des alliances larges contre le Front national : ils ne s’allient ni avec la droite modérée ni avec la gauche du gouvernement ».
Actuellement, l'héritage de la tradition antifasciste est revendiqué par des mouvements souvent situés à l'extrême-gauche : REFLEXes, SCALP-No Pasaran, Francs-tireurs partisans, Coordination antifasciste de Belgique, etc.
Cet antifascisme spécifique, qui se réclame souvent de l'expérience antifasciste allemande des années 1930 inspirée notamment par le propagandiste Serge Tchakhotine, apparait dans les années d'après-guerre, puis se développe à partir des années 1960 et 1970. Il ne s'oppose plus uniquement aux groupes fascistes et nazis, mais étend son action à toutes les politiques dites de « droite dure », qu'elles soient sécuritaire, conservatrice ou nationaliste, voire « néo-libérale ». Il se caractérise aussi par un rejet de toute « politique politicienne ».
Ainsi certains hommes politiques de droite comme Nicolas Sarkozy en France ou Oskar Freysinger en Suisse, ou leurs partis, sont fortement critiqués par les mouvements antifascistes actuels.
La mouvance antifasciste actuelle est aussi fortement liée à la scène « skinhead de gauche » et à la mouvance Redskin (skinheads communistes, trotskistes, communistes libertaires, autonomes…) qui en est la fraction la plus politisée, et par le biais d'organisations du type RASH (Red and Anarchist SkinHeads - Skinheads rouges et anarchistes) et SHARP (Skinheads Against Racial Prejudice - Skinheads contre les préjugés raciaux, antiracistes), ainsi qu'à une partie de la mouvance altermondialiste et anticapitaliste qui sont à l'origine de groupes « Antifa(s) ». L'abréviation apparue au début des années 1980 désigne un individu ou un mouvement se réclamant de l'antifascisme de la gauche radicale et autonome.
En 1996, l'association Vigilance et initiatives syndicales antifascistes (VISA) est créée en France par plusieurs organisations syndicalistes, dont la FSU et Solidaires.

### Action antifasciste

Le logo de la mouvance Action antifasciste.

Issue des affrontements physiques avec l'extrême-droite dans les années 1980 (voir Antifa, chasseurs de skins), la mouvance actuelle des groupes autonomes Action antifasciste s'inspire directement de l’Antifaschistische Aktion allemande, dont elle a notamment emprunté le logo qui représente, en son centre, deux drapeaux parallèles : le rouge pour le communisme et le noir pour l’anarchisme.
En France, en Belgique, en Suisse et au Canada, liés par réseaux sociaux interposés, indépendants les uns des autres, les groupes, souvent « affinitaires », forment une mouvance plus qu'un véritable mouvement traditionnel organisé. Le politologue Nicolas Lebourg précise que « c’est assez typique d’une nouvelle forme de militantisme qui se construit loin d’un parti monolithique ou d’un léninisme d’une seule teinte ».

### Action antifasciste Paris-Banlieue
Créée en 2012, Action antifasciste Paris-Banlieue serait le groupe qui compterait le plus de militants antifa à Paris, avec beaucoup d’anciens de la tribune Auteuil du Parc des Princes. L'Action antifasciste Paris-Banlieue a été médiatisée, en juin 2013, par l'affaire Clément Méric et agit en coordination étroite avec le Collectif antifasciste Paris Banlieue.

## Antifascisme de gauche

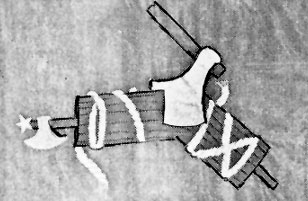
Drapeau utilisé par les Arditi del Popolo.

La gauche italienne de l'entre-deux-guerres fut la première à se réclamer antifasciste, les Arditi del Popolo furent les premiers à s'opposer frontalement aux fascistes de Benito Mussolini et aux milices ultranationalistes squadristes ultraviolents de Roberto Farinacci lors des Biennio Rosso.
La gauche italienne fut par ailleurs le centre de l'antifascisme pendant la Guerre d'Espagne et lors de la Guerre civile italienne avec les partisans. En Allemagne, le Parti communiste d'Allemagne était lié aux milices antifascistes allemandes tels que le Roter Frontkämpferbund,.

## Critiques

### Aux États-Unis
Selon Politico, sous la présidence de Donald Trump, « le département de la Sécurité intérieure (DSH) a officiellement classé « violence terroriste intérieure » les activités […] de certains gauchistes extrémistes connus comme "antifa" ».
Dès avril 2016, sous la présidence Obama, selon les documents obtenus par ce média, une étude commune du DSH et du FBI estimait que « des “extrémistes anarchistes” étaient les premiers instigateurs des violences » dans les manifestations, et que des officiels rejetaient sur eux la responsabilité « d'attaques contre la police, le gouvernement et des institutions politiques, ainsi que contre des symboles “du système capitaliste”, du racisme, de l'injustice sociale et du fascisme ».
Cependant, s'ils paraissent appuyer le président Trump lorsqu'il dénonce les extrémistes de gauche comme représentant un problème à l'échelle nationale, lors d'interviews, ces responsables du maintien de l'ordre considèrent que « la rhétorique incendiaire et les politiques de Donald Trump, d'abord comme candidat, puis comme président, ont « contribué à créer une situation qui s'envenime et s'étend si vite qu'ils ne la contrôlent plus » »

car « dès que ciblés par les attaques des antifas, les groupes de droite commencent à contrattaquer » avec davantage d'armes, et même là où ils ne sont pas provoqués.
Ainsi, lors de l'assaut du Capitole par des partisans de Donald Trump, en janvier 2021, certains élus républicains ont rapidement cherché à faire croire qu'il avait en fait été organisée par des antifas. En particulier, Sarah Palin a affirmé sur FoxNews que la foule était en réalité dirigée par des antifas, reprenant une théorie du complot lancée par Lin Wood sur le réseau social Parler, souvent considéré comme le Twitter de l'extrême droite, fondé en 2013 par Robert Mercer. Laura Ingraham (polémiste et animatrice sur Fox News), a amplifié cette rumeur dans son émission, et le Washington Times et d'autres médias conservateurs de niche ont immédiatement relayé cette Infox (fake news), ajoutant qu'une société de reconnaissance faciale avait identifié des antifas dans la foule. Cette affirmation a été rétractée par le média lui-même, mais elle avait déjà été partagée 87 800 fois sur Twitter et 89 700 fois sur Facebook, selon le cabinet d'intelligence médiatique Zignal labs. Dans la nuit, après que le Capitole soit libéré, Matt Gaetz, élu républicain de Floride, a persisté, affirmant devant la Chambre que les antifas étaient responsables des violences de la journée. En réalité, les émeutiers étaient des partisans de Donald Trump, parmi lesquels des groupes néofascistes.
Pour le philosophe paléo-conservateur Paul Gottfried, les intellectuels de l'École de Francfort auraient joué un rôle capital dans la transformation de l'antifascisme de l'après-guerre vers l'antifascisme contemporain. Leur critique postmarxiste du fascisme empreinte de psychanalyse aurait élargi l'étendue de ce concept bien au-delà de ce qu'il recouvrait. L'essence du fascisme serait déplacée de ses spécificités historiques vers les domaines de la culture et de la psychologie, où il deviendrait une menace permanente et requerrait une vigilance incessante. La Nouvelle gauche, dans les années 1960, aurait adapté cette nouvelle représentation du fascisme aux particularités du mouvement américain des droits civiques et aux anticoloniaux. Par la suite, le champ du fascisme pourra recouvrir, selon Gottfried, l'ensemble des conceptions traditionnelles relative au sexe, à la nation et aux rapports entre groupes humains de différentes origines. L'antifascisme contemporain se caractériserait ainsi essentiellement comme une « croisade morale », ce qui expliquerait son succès dans des pays comme les États-Unis.

### Instrumentalisation par le mouvement stalinien
Très tôt, quelques personnalités analysent la manière dont l'antifascisme est instrumentalisé par les Partis communistes sous domination stalinienne. George Orwell, lui-même antifasciste, écrit dans Les Pieds dans le plat espagnol (New English Weekly, 29 juillet et 2 septembre 1937) : « Il est malheureux que si peu de gens en Angleterre aient compris que le communisme est aujourd'hui une force contre-révolutionnaire et que les communistes font partout alliance avec les réformistes bourgeois, mettant en œuvre toutes les ressources de leur puissant appareil pour écraser ou discréditer les partis faisant montre de la moindre velléité révolutionnaire ».

#### En Italie
À l'échelle italienne, le débat sur l'antifascisme a animé la communauté des historiens depuis une trentaine d'années : il avait été ouvert par l'historien du fascisme Renzo De Felice dans son Intervista sul fascismo, livre entretien qui avait ouvert alors un débat historiographique intense. En particulier, il estime que le fascisme est un phénomène daté, qui a disparu. Pour lui, le maintien d'un mouvement antifasciste n'a pas de sens et l'antifascisme est un mythe qui a pour fonction de légitimer le parti communiste italien.
Le débat s'est poursuivi avec d'autres travaux : Galli della Loggia écrit ainsi dans XXe siècle : « Très tôt, et de plus en plus, l’antifascisme devint un simple outil de parti communiste dans sa lutte contre ses ennemis, périodiquement accusés d’œuvrer au rétablissement d’un régime autoritaire ». Et d'ajouter que le parti communiste italien chercha volontairement à exagérer la menace fasciste pour se donner une légitimité :

« Le parti communiste orienta donc son action politique et culturelle […] en construisant l’image d’un fascisme éternellement menaçant. »

#### En France
Un tel débat s'est tenu, plus tardivement, en France : l'historienne Annie Kriegel a soulevé cette question en 1990 dans un article, « Sur l'antifascisme », paru dans la revue Commentaire. L'ouvrage de François Furet, Le Passé d'une illusion, est celui qui a le plus diffusé ces idées, en 1995. Ainsi, Furet, ancien militant du PCF stalinien, écrit que les mouvements communistes ont nourri une assimilation volontaire et erronée entre fascisme et anticommunisme. Pour lui, cette confusion sciemment voulue aurait bloqué toute analyse critique du communisme, puisque faire cette analyse reviendrait à défendre le fascisme. François Furet applique en particulier cet antifascisme au stalinisme.
D'autres auteurs comme Stéphane Courtois dans Le Livre noir du communisme se sont intéressés à ces thématiques. L'historien écrit par exemple page 32 de l'ouvrage : « L'antifascisme est devenu, pour le communisme, un label définitif et il lui a été facile, au nom de l'antifascisme, de faire taire les récalcitrants. […] Furent ainsi prestement escamotés les épisodes gênants au regard des valeurs démocratiques, comme les pactes germano-soviétiques de 1939 ou le massacre de Katyn ».
Là encore ces thèses ne font pas l'unanimité et Enzo Traverso en particulier a été critique des affirmations de ces auteurs. Traverso écrit notamment que l'antifascisme n'a pas été créé par les communistes, rappelant en Italie la publication en 1925 du Manifeste des intellectuels antifascistes, en Allemagne l'importance de Die Weltbühne de Carl von Ossietzky, et en France le fait qu'en 1934 l'initiative de l'unité antifasciste n'est pas venue du PCF, mais d'autres secteurs de la gauche. Selon Enzo Traverso, « l'interprétation de Furet néglige la variété de l'antifascisme ».
Le Parti communiste français dans sa période stalinienne a plusieurs fois été accusé d'instrumentaliser l'antifascisme. Par exemple, en 1947, le ministre de l'Intérieur socialiste Jules Moch, pourtant incarcéré pendant la guerre dans un camp de concentration fut insulté en étant traité de « nazi » parce qu'il réprimait des grèves. De la même façon, en 1958, le retour au pouvoir du général de Gaulle, pourtant ancien chef de la France libre, fut accueilli par des commentaires comme « le fascisme ne passera pas », par ceux qui dénonçaient son putsch constitutionnel,. L'historien Georges-Henri Soutou parle d'une stratégie du PCF de capitalisation sur l'antifascisme dans l'immédiat après-guerre.

### Critique bordiguiste
Pour Amadeo Bordiga et les bordiguistes (petit courant léniniste), l'antifascisme est une « idéologie bourgeoise », visant à mêler les intérêts du prolétariat à ceux de la bourgeoisie, pour sauvegarder le capitalisme en crise. Ils rejettent aussi bien le Front populaire que le Front unique. Pour eux, le fascisme est un phénomène typique, mais non extraordinaire, de la contre-révolution victorieuse après l'écrasement des ouvriers consécutif à la Première Guerre mondiale et à l'échec de la vague révolutionnaire des années 1920. La contre révolution se caractérise par la montée du fascisme, du stalinisme et du nazisme en Europe. Ce phénomène aboutit à la deuxième guerre impérialiste mondiale. C’est donc un phénomène historique et mondial que l'on doit combattre, mais pas par la défense de la démocratie ou des libertés avec les bourgeois libéraux. C'est une politique du capitalisme dans sa phase de crise historique.

### Critiques contemporaines
Certains analystes reprochent au mouvement antifasciste contemporain des combats à géométrie variable : pour Pierre-André Taguieff, philosophe et politologue, l'indignation des antifascistes vis-à-vis de certaines dictatures serait davantage motivée par des motifs politiques que par un réel intérêt pour le sort des populations sous le joug de dictateurs. Il écrit ainsi que « depuis les années 1970, les "antifascistes" les plus résolus ne se mobilisent jamais contre les dictateurs en exercice dans le monde et ne semblent pas s'indigner devant les multiples régimes tyranniques qui privent de liberté des millions d'hommes ». Pour Taguieff, l'antifascisme tombe dans le manichéisme avec ses « figures sacrées » comme Fidel Castro ou Mao et ses obsessions comme les États-Unis ou l'extrême droite. Ainsi, selon lui, « la posture antifasciste à force de se rigidifier, se confond avec le simplisme manichéen de la mentalité libertaire la plus sectaire et obtuse ».
Pour l'historien Frédéric Le Moal, l'antifascisme n'a jamais été aussi fort depuis que le fascisme a disparu. Bien que ce dernier ne soit représenté que par quelques groupuscules, l'antifascisme demeure « un puissant instrument d'instrumentalisation politique et un formidable levier de mobilisation, encore de nos jours », car « une fois l'étiquette fort pratique et facile de fasciste accolée à l'adversaire politique, plus besoin de polémiquer avec lui ». L'historien Emmanuel Debono constate également que dans le champ politico-associatif, il est devenu « courant de chercher à disqualifier un ennemi en l’affiliant aux régimes fascistes passés et futurs ». Si la référence à l'antifascisme est séduisante car elle se présente comme une opposition musclée au courant national-populiste, Debono n'est pas certain qu'elle constitue pour autant une analyse pertinente et qu'elle puisse s'avérer la plus adaptée pour le contrer. Selon lui, « le plaquage d’un modèle historique, même puissamment évocateur, montre plus que jamais son essoufflement ».

#### Ouvrages universitaires et essais
- Jacques Droz, Histoire de l'antifascisme en Europe, 1923-1939, Paris, La Découverte, coll. « Textes à l'appui », 1985, 318 p. (ISBN 978-2-7071-1506-5, BNF 34779431, présentation en ligne, lire en ligne).Réédition en fac-similé : Jacques Droz, Histoire de l'antifascisme en Europe, 1923-1939, Paris, La Découverte, coll. « [Re]découverte. Documents et témoignages », 2001, 318 p. (ISBN 978-2-7071-3445-5, BNF 37220355, lire en ligne).
- Annie Bleton-Ruget et Serge Wolikow, Antifascisme et nation : les gauches européennes au temps du Front populaire, Éditions universitaires de Dijon, 1998.
- Gilles Vergnon, L'antifascisme en France : de Mussolini à Le Pen, Rennes, Presses universitaires de Rennes, coll. « Histoire », 2009, 234 p. (ISBN 978-2-7535-0951-1, BNF 42111793, présentation en ligne).
- Vincent Chambarlhac et Thierry Hohl, 1934-1936, un moment antifasciste, La Ville brûle, 2014, 141 p.
- (en) Hugo Garcia, Mercedes Yusta, Xavier Tabet, Cristina Climaco (dir.), Rethinking Antifascism. History, memory and politics. 1922 to the present, New York, Berghahn Books, 2016, 350 p. Recension du livre par Stéphane Michonneau dans Le Mouvement social.
- Jean-Paul Gautier, Antifascisme(s), des années 1960 à nos jours, Paris, Éd. Syllepse, 2022, 324 p.
- Pierre-André Taguieff, Du diable en politique : Réflexions sur l'antilepénisme ordinaire, CNRS Éditions, 2014 [détail de l’édition] (lire en ligne)
- Mark Bray, L'Antifascisme, son passé, son présent et son avenir, Lux éditeur, 2018, 326 p.
- (en) Paul Gottfried, Antifascism: The Course of a Crusade, Cornell University Press, 2021, 216 p.
- Pierre Salmon, Un antifascisme de combat : armer l'Espagne révolutionnaire, 1936-1939, Éditions du Détour, 2024, 252 p.

#### Ouvrages militants
- Collectif, Antifascisme : 15 ans de faux-semblants ?, Réseau d'étude, de formation et de lutte contre l'extrême droite et la xénophobie, 2003, [lire en ligne].
- Maryse Souchard, Culture et antifascisme, Le Temps des cerises, 1998.
- Collectif, SCALP, 1984-1992. Comme un Indien métropolitain : aux origines du mouvement antifasciste radical, Réseau No Pasaran, 2005, (OCLC 46411231).
- Collectif, Petite histoire de l’antifascisme contemporain, La Horde, 2013, [lire en ligne].
- Sebastián Cortés, Antifascisme radical ? Sur la nature industrielle du fascisme, Éditions CNT-RP, 2015  (ISBN 978-2-9157-3135-4)
- Mark Bray, L'Antifascisme, son passé, son présent et son avenir, Lux éditeur, 2018, 326 p.
- La Horde, Dix questions sur l’antifascisme, Libertalia, 2023, 208 p.
- Bernd Langer, Antifa : Histoire du mouvement antifasciste allemand, traduit de l’allemand par Sarah Berg, Éditions Libertalia et La Horde, 2018présentation éditeur.

#### Articles
- (en) Mark Meyers, « Feminizing Fascist Men : Crowd Psychology, Gender, and Sexuality in French Antifascism, 1929-1945 », French Historical Studies, vol. 29, no 1,‎ hiver 2006, p. 109-142 (DOI 10.1215/00161071-29-1-109).
- Gilles Vergnon, « Communisme et antifascisme (1922-1935) : l’apport d’archives croisées », dans Sylvie Le Clec'h, Christian Oppetit et Serge Wolikow (dir.), Archives et communisme(s) : l’avant-guerre (1919-1943). Nouveaux outils, nouvelles archives, Pierrefitte-sur-Seine, Publications des Archives nationales, coll. « Actes », no 3, 2016, DOI 10.4000/books.pan.602.
- Sylvain Boulouque, « Manifestation hommage à Clément Méric : quel avenir pour l'antifascisme ? », L'Obs, 23 juin 2013, [lire en ligne].
- « Mobilisations antifascistes », dossier de la revue Mouvements, no 104, 2020, [lire en ligne].
- Abel Mestre, « L’antifascisme, un renouveau par la jeunesse », Le Monde, 26 octobre 2021, [lire en ligne].

### Vidéographie
- Marc-Aurèle Vecchione, Antifa, chasseurs de skins, Résistance Films, 60 minutes, 2008, voir en ligne
- Christophe Hondelatte, Hondelatte Dimanche : Qui sont les antifascistes ?, Numéro 23, 16 juin 2013, voir en ligne.
- Hazem El Moukaddem, Régis Dubois, Acta non verba, film documentaire, Marseille, Collectif Nosotros, 2014, 66 minutes, voir en ligne.
- Patrik Öberg, Emil Ramos, The Antifascists, film documentaire vostfr, 75 minutes, 2017, voir en ligne.

#### Antifascisme avant 1945
- Résistance allemande au nazisme
- Résistance en Italie pendant la Seconde Guerre mondiale
- Résistance intérieure aux Pays-Bas
- Résistance intérieure française
- Giustizia e Libertà
- Manifeste des intellectuels antifascistes (1925)
- Roter Frontkämpferbund
- Formations de défense prolétarienne
- Association juridique internationale (AJI)
- Comité de vigilance des intellectuels antifascistes (CVIA)
- Arditi del Popolo
- Front de fer
- Solidarité internationale antifasciste (SIA)

#### Antifascisme contemporain
- Antifa
- Anti-Fascist Action
- Section carrément anti Le Pen
- Ras l'front
- RASH
- REFLEXes
- Skinheads Against Racial Prejudice
- VVN - BdA
- la revue belge RésistanceS
- Coordination antifasciste de Belgique
- Les différentes actions antifascistes françaises
- Front universitaire antifasciste
- Anti-Nazi League
- Francs-tireurs partisans
- Mouvement des sardines

#### Personnalités antifascistes duXXesiècle
- Lelio Basso
- Ernesto Bonomini
- Freda Brown
- Piero Gobetti
- Julián Gorkin
- Antonio Gramsci
- Paul Rivet
- Tsola Dragoycheva
- Anteo Zamboni
- Berty Albrecht
- Léonida Repaci
- Antonino Repaci
- Eugénie Cotton
- Duccio Galimberti
- Marie-Claude Vaillant-Couturier
- Danielle Casanova
- Carlo Rosselli
- Filippo Turati
- Charles Lederman
- Irmela Mensah-Schramm
- Rose Valland